# Al-Mutaffifīn
Al-Mutaffifīn (arabisch المطففين al-Muṭaffifīn ‚Die Betrüger‘; ‚Die das Maß verkürzen‘) ist die 83. Sure des Korans, sie enthält 36 Verse. Ihr Titel bezieht sich auf den ersten Vers. Hinsichtlich der Datierung bestehen Meinungsverschiedenheiten. Nöldeke/Schwally und Blachère platzieren sie unter die Suren der ersten mekkanischen Periode (610–615). Die muslimischen Kommentatoren sind sich ihrerseits uneinig: Einige meinen, sie sei als letzte Sure in Mekka vor der Auswanderung nach Medina im Jahre 622 entstanden, oder sie sei mekkanisch bis auf die ersten sechs Verse. Ibn Abbas betrachtet sie als medinisch, bis auf die Verse 29–36. Eine Kompromisslösung geht davon aus, dass die Sure zwischen Mekka und Medina offenbart worden sei.
Die Sure droht den Betrügern bzw. denjenigen, die mit zweierlei Maß messen und deren erworbener Besitz ihre Herzen „verrosten“ lässt (Vers 14), mit der Vergeltung Gottes beim Gericht. Bei der Beschreibung der paradiesischen Wonnen der Rechtschaffenen wird „Tasnīm“ erwähnt, dies ist der Name einer Quelle im Paradies, deren Wasser von oben herunterfällt.